# Saison 2020-2021 des Ducks d'Anaheim
Autres saisons
Saison précédente Saison suivante
La saison 2020-2021 des Ducks d'Anaheim est la 28e saison de hockey sur glace jouée par la franchise dans la Ligue nationale de hockey. Cette saison est particulière, à cause de la pandémie de la Covid-19, débute en janvier et se dispute sur un calendrier condensé de 56 matchs.

## Avant-saison

### Contexte
Les Ducks ne sont pas parvenus à se qualifier pour les séries éliminatoires depuis la saison 2017-2018. Ils travaillent à rajeunir leur effectif depuis, Il reste toujours le capitaine Ryan Getzlaf et le gardien John Gibson pour guider la nouvelle génération. Cette saison va permettre à Maxime Comtois, Jamie Drysdale, Max Jones, Jacob Larsson, Sam Steel, Troy Terry et Trevor Zegras d'obtenir du temps de jeu et d'acquérir de l'expérience pour la suite de leur carrière.

### Mouvements d’effectifs

#### Transactions
| Date            | Acquisition des Ducks                        | Partenaire d'échange      | Acquisition du partenaire                                                                             |
| --------------- | -------------------------------------------- | ------------------------- | --- |
| 8 octobre 2020  | Choix de cinquième tour au repêchage de 2021 | Sénateurs d'Ottawa        | Erik Gudbranson                                                                                       |
| 27 janvier 2021 | Trevor Carrick                               | Sharks de San José        | Jack Kopacka                                                                                          |
| 24 mars 2021    | Aleksandr Volkov                             | Lightning de Tampa Bay    | Antoine Morand et un choix conditionnel de septième tour au repêchage de 2023 ou au repêchage de 2024 |
| 12 avril 2021   | Choix de deuxième tour au repêchage de 2022  | Maple Leafs de Toronto    | Ben Hutton                                                                                            |
| 12 avril 2021   | Haydn Fleury                                 | Hurricanes de la Caroline | Jani Hakanpää et un choix de sixième tour au repêchage de 2022                                        |

#### Signatures d'agent libre
| Joueur            | Date            | Ancienne franchise     | Durée du contrat |
| ----------------- | --------------- | ---------------------- | ---------------- |
| Derek Grant       | 9 octobre 2020  | Flyers de Philadelphie | 3 ans            |
| Kevin Shattenkirk | 9 octobre 2020  | Lightning de Tampa Bay | 3 ans            |
| Vinni Lettieri    | 9 octobre 2020  | Rangers de New York    | 1 an             |
| Andy Welinski     | 10 octobre 2020 | Flyers de Philadelphie | 1 an             |
| Maxime Golod      | 12 octobre 2020 | Otters d'Érié          | 3 ans            |
| Jacob Perreault   | 5 novembre 2020 | Sting de Sarnia        | 3 ans            |
| Jamie Drysdale    | 7 novembre 2020 | Otters d'Érié          | 3 ans            |
| Ben Hutton        | 15 janvier 2021 | Kings de Los Angeles   | 1 an             |

#### Départs d'agent libre
| Joueur            | Date            | Franchise suivante        |
| ----------------- | --------------- | ------------------------- |
| Matt Irwin        | 9 octobre 2020  | Sabres de Buffalo         |
| Kevin Boyle       | 9 octobre 2020  | Red Wings de Détroit      |
| Kyle Criscuolo    | 9 octobre 2020  | Red Wings de Détroit      |
| Kiefer Sherwood   | 9 octobre 2020  | Avalanche du Colorado     |
| Michael Del Zotto | 10 janvier 2021 | Blue Jackets de Columbus  |
| Chris Mueller     | 26 janvier 2021 | Phantoms de Lehigh Valley |

#### Prolongations de contrat
| Joueur            | Date             | Durée du contrat |
| ----------------- | ---------------- | ---------------- |
| Jacob Larsson     | 6 août 2020      | 2 ans            |
| Chase De Leo      | 9 octobre 2020   | 1 an             |
| Andrew Poturalski | 10 octobre 2020  | 1 an             |
| Ryan Miller       | 24 décembre 2020 | 1 an             |
| Anthony Stolarz   | 7 janvier 2021   | 3 ans            |
| Sam Carrick       | 13 juillet 2021  | 1 an             |
| Trevor Carrick    | 13 juillet 2021  | 1 an             |
| Vinni Lettieri    | 13 juillet 2021  | 1 an             |
| Aleksandr Volkov  | 17 juillet 2021  | 1 an             |

#### Départ au ballotage
| Joueur          | Date           | Franchise suivante   |
| --------------- | -------------- | -------------------- |
| Christian Djoos | 9 janvier 2021 | Red Wings de Détroit |

#### Retrait de la compétition
| Joueur      | Date          |
| ----------- | ------------- |
| Ryan Miller | 29 avril 2021 |

### Joueurs repêchés
Les Ducks possèdent le 6e choix lors du repêchage de 2020 se déroulant virtuellement. Ils sélectionnent au premier tour Jamie Drysdale, défenseur des Otters d'Érié de la  Ligue de hockey de l'Ontario. La liste des joueurs repêchés en 2020 par les est la suivante :
| Tour | Choix | Nom        | Poste           | Nationalité  | Équipe précédente                   |
| ---- | ----- | ---------- | --------------- | ------------ | ----------------------------------- |
| 1    | 6     | Canada     | Jamie Drysdale  | Défenseur    | Otters d'Érié (LHO                  |
| 1    | 27    | Canada     | Jacob Perreault | Centre       | Sting de Sarnia (LHO)               |
| 2    | 36    | États-Unis | Sam Colangelo   | Ailier droit | Steel de Chicago (USHL)             |
| 3    | 67    | États-Unis | Ian Moore       | Défenseur    | École St. Mark's (USHS-Prep)        |
| 4    | 104   | Autriche   | Thimo Nickl     | Défenseur    | Voltigeurs de Drummondville (LHMJQ) |
| 5    | 129   | Russie     | Artiom Galimov  | Centre       | Ak Bars Kazan (KHL)                 |
| 6    | 160   | Suède      | Albin Sundsvik  | Centre       | Skellefteå AIK (SHL)                |
| 7    | 207   | Canada     | Ethan Bowen     | Centre       | Chiefs de Chilliwack (LHCB)         |

1. ↑  Choix acquis le 21 février 2020 en compagnie de David Backes et de Axel Andersson, lors d’un échange avec les Bruins. Les Ducks cèdent Ondřej Kaše[26]
2. ↑  Choix acquis le 24 février 2020 en compagnie de Kyle Criscuolo, lors d’un échange avec les Flyers. Anaheim cède Derek Grant[27]
Philadelphie a précédemment acquis ce choix le 25 février 2019 en compagnie de Ryan Hartman, lors d'un échange avec les Predators. Les Flyers cèdent Wayne Simmonds[28]
3. ↑  Choix acquis le 7 octobre 2020 lors d’un échange avec les Blue Jackets. Anaheim cède un choix conditionnel de septième ronde en 2022 ou en 2023[29]

Les Ducks ont également cédé deux de leurs choix d'origine :
- le 98e, un choix de quatrième tour aux Sharks de San José le 7 octobre 2020 lors d’un échange avec les Canadiens. San José cède un choix de troisième tour en 2021[30]
Montréal a précédemment acquis ce choix le 30 juin 2019 lors d'un échange avec les Ducks contre Nicolas Deslauriers[31].
- le 191e, un choix de septième tour aux Canucks de Vancouver le 16 janvier 2019 en compagnie de Luke Schenn. Vancouver cède Michael Del Zotto[32].

## Composition de l'équipe
L'équipe 2020-2021 des Ducks est entraînée par Dallas Eakins, assisté de Mark Morrison, Marty Wilford et Sudarshan Maharaj ; le directeur général de la franchise est Robert Murray.
Les joueurs utilisés depuis le début de la saison sont inscrits dans le tableau ci-dessous. Les buts des séances de tir de fusillade ne sont pas comptés dans ces statistiques. Certains des joueurs ont également joué des matchs avec l'équipe associée aux : les Gulls de San Diego, franchise de la Ligue américaine de hockey.
En raison de la pandémie, la ligue met en place un encadrement élargis appelé Taxi-squad. Il s'agit de joueurs se tenant à disposition avec l'équipe prêt à remplacer un joueur qui serait tester positif à la COVID-19. Huit parmi eux n'ont disputé aucune rencontre avec les Ducks, il s'agit de Trevor Carrick, de Kodie Curran, de Lukáš Dostál, de Hunter Drew, de Olle Eriksson Ek, de Maxime Golod, de Benoit-Olivier Groulx et de Jacob Perreault.
| No | Nationalité | Joueur          | PJ | V | D  | DP | Min   | BC  | BL | Moy  | %Arr | A | Pun | Commentaire |
| -- | ----------- | --------------- | -- | - | -- | -- | ----- | --- | -- | ---- | ---- | - | --- | ----------- |
| 30 | États-Unis  | Ryan Miller     | 16 | 4 | 8  | 2  | 871   | 51  | 0  | 3,51 | 88,2 | 0 | 0   |             |
| 36 | États-Unis  | John Gibson     | 35 | 9 | 19 | 7  | 2 031 | 101 | 3  | 2,98 | 90,3 | 0 | 2   |             |
| 41 | États-Unis  | Anthony Stolarz | 8  | 4 | 3  | 0  | 871   | 51  | 1  | 2,20 | 92,6 | 1 | 0   |             |

| No | Nationalité | Joueur            | PJ | B | A  | Pts | Pun | Commentaire                                             |
| -- | ----------- | ----------------- | -- | - | -- | --- | --- | ------------------------------------------------------- |
| 4  | États-Unis  | Cameron Fowler    | 56 | 5 | 18 | 23  | 18  | assistant capitaine                                     |
| 7  | Canada      | Ben Hutton        | 34 | 1 | 4  | 5   | 11  | A fini la saison avec les Maple Leafs de Toronto        |
| 22 | États-Unis  | Kevin Shattenkirk | 55 | 2 | 13 | 15  | 28  |                                                         |
| 28 | Finlande    | Jani Hakanpää     | 42 | 0 | 1  | 1   | 31  | A fini la saison avec les Hurricanes de la Caroline     |
| 32 | Suède       | Jacob Larsson     | 46 | 1 | 6  | 7   | 14  |                                                         |
| 34 | Canada      | Jamie Drysdale    | 24 | 3 | 5  | 8   | 6   |                                                         |
| 42 | Canada      | Josh Manson       | 23 | 1 | 6  | 7   | 30  | assistant capitaine                                     |
| 45 | États-Unis  | Andy Welinski     | 13 | 0 | 0  | 0   | 0   |                                                         |
| 47 | Suède       | Hampus Lindholm   | 18 | 2 | 4  | 6   | 16  |                                                         |
| 51 | Canada      | Haydn Fleury      | 12 | 2 | 1  | 3   | 2   | A commencé la saison avec les Hurricanes de la Caroline |
| 76 | Canada      | Josh Mahura       | 13 | 1 | 3  | 4   | 4   |                                                         |
| 86 | Canada      | Simon Benoit      | 6  | 0 | 0  | 0   | 2   |                                                         |

| No | Nationalité | Joueur              | Poste | PJ | B  | A  | Pts | Pun | Commentaire                                         |
| -- | ----------- | ------------------- | ----- | -- | -- | -- | --- | --- | --------------------------------------------------- |
| 12 | États-Unis  | Sonny Milano        | AG    | 6  | 0  | 0  | 0   | 0   |                                                     |
| 14 | Canada      | Adam Henrique       | C     | 45 | 12 | 9  | 21  | 11  |                                                     |
| 15 | Canada      | Ryan Getzlaf        | C     | 48 | 5  | 12 | 17  | 43  | capitaine de l'équipe                               |
| 20 | Canada      | Nicolas Deslauriers | AG    | 49 | 5  | 5  | 10  | 53  |                                                     |
| 21 | États-Unis  | David Backes        | AD    | 15 | 3  | 1  | 4   | 4   | assistant capitaine                                 |
| 23 | Canada      | Sam Steel           | C     | 42 | 6  | 6  | 12  | 8   |                                                     |
| 24 | Canada      | Carter Rowney       | C     | 19 | 0  | 6  | 6   | 2   |                                                     |
| 26 | Canada      | Andrew Agozzino     | AG    | 3  | 0  | 1  | 1   | 0   |                                                     |
| 33 | Suède       | Jakob Silfverberg   | AD    | 47 | 8  | 8  | 16  | 18  | assistant capitaine                                 |
| 38 | Canada      | Derek Grant         | C     | 46 | 6  | 9  | 15  | 25  |                                                     |
| 39 | Canada      | Sam Carrick         | C     | 13 | 2  | 4  | 6   | 28  |                                                     |
| 40 | États-Unis  | Vinni Lettieri      | C     | 5  | 0  | 0  | 0   | 0   |                                                     |
| 43 | Canada      | Danton Heinen       | AG    | 43 | 7  | 7  | 14  | 0   |                                                     |
| 46 | États-Unis  | Trevor Zegras       | C     | 24 | 3  | 10 | 13  | 12  |                                                     |
| 48 | Suède       | Isac Lundeström     | C     | 41 | 6  | 3  | 9   | 14  |                                                     |
| 49 | États-Unis  | Max Jones           | AG    | 46 | 7  | 4  | 11  | 36  |                                                     |
| 53 | Canada      | Maxime Comtois      | AG    | 55 | 16 | 17 | 33  | 40  |                                                     |
| 58 | États-Unis  | Chase De Leo        | C     | 1  | 0  | 0  | 0   | 0   |                                                     |
| 61 | États-Unis  | Troy Terry          | AD    | 48 | 7  | 13 | 20  | 18  | A fini la saison avec les Sabres de Buffalo         |
| 67 | Suède       | Rickard Rakell      | AG    | 52 | 9  | 19 | 28  | 12  |                                                     |
| 92 | Russie      | Aleksandr Volkov    | AD    | 18 | 4  | 4  | 8   | 2   | A commencé la saison avec le Lightning de Tampa Bay |

## Saison régulière

### Match après match
Cette section présente les résultats de la saison régulière qui s'est déroulée du 13 janvier au 12 mai. Le calendrier de cette dernière est annoncé par la ligue le 23 décembre 2020.
Nota : les résultats sont indiqués dans la boîte déroulante ci-dessous afin de ne pas surcharger l'affichage de la page. La colonne « Fiche » indique à chaque match le parcours de l'équipe au niveau des victoires, défaites et défaites en prolongation ou lors de la séance de tir de fusillade (dans l'ordre). La colonne « Pts » indique les points récoltés par l'équipe au cours de la saison. Une victoire rapporte deux points et une défaite en prolongation, un seul.
| No | Date       | Adversaire     | Lieu        | Score       | Buteur(s) des Ducks | Fiche   | Pts    | Gardien de but | Patinoire          | Résumé     |
| -- | ---------- | -------------- | ----------- | ----------- | --- | ------- | ------ | -------------- | ------------------ | ---------- |
| 1  | 14 janvier | Golden Knights | Las Vegas   | 2–5         | Comtois (Steel) Comtois (Getzlaf) | 0–1–0   | 0      | Gibson         | T-Mobile Arena     | [ fdm 1 ]  |
| 2  | 16 janvier | Golden Knights | Las Vegas   | 1–2 (P)     | Comtois (Larsson – Steel) | 0–1–1   | 1      | Gibson         | T-Mobile Arena     | [ fdm 2 ]  |
| 3  | 18 janvier | Wild           | Anaheim     | 0–1         | Deslauriers (Shattenkirk – Rowney) | 1–1–1   | 3      | Gibson         | Honda Center       | [ fdm 3 ]  |
| 4  | 20 janvier | Wild           | Anaheim     | 3–2         | Deslauriers (Rowney – Grant) Fowler (Rowney – Deslauriers) | 1–2–1   | 3      | Miller         | Honda Center       | [ fdm 4 ]  |
| 5  | 22 janvier | Avalanche      | Anaheim     | 3–2 (P)     | Lindholm (Rakell – Getzlaf) Henrique (Heinen – Silfverberg) | 1–2–2   | 4      | Gibson         | Honda Center       | [ fdm 5 ]  |
| 6  | 24 janvier | Avalanche      | Anaheim     | 1–3         | Silfverberg (Henrique) Rakell (Getzlaf – Larsson) Lindholm (Rowney – Grant)                                                                                     | 2–2–2   | 6      | Gibson         | Honda Center       | [ fdm 6 ]  |
| 7  | 26 janvier | Coyotes        | Glendale    | 1–0         | Heinen | 3–2–2   | 8      | Gibson         | Gila River Arena   | [ fdm 7 ]  |
| 8  | 28 janvier | Coyotes        | Glendale    | 2–3         | Silfverberg Heinen (Comtois – Fowler) | 3–3–2   | 8      | Gibson         | Gila River Arena   | [ fdm 8 ]  |
| 9  | 30 janvier | Blues          | Anaheim     | 6–1         | Jones (Rakell – Getzlaf) | 3–4–2   | Gibson | Honda Center   | [ fdm 9 ]          |            |
| 10 | 31 janvier | Blues          | Anaheim     | 4–1         | Silfverberg (Getzlaf – Lindholm) | 3–5–2   | 8      | Gibson         | Honda Center       | [ fdm 10 ] |
| 11 | 2 février  | Kings          | 3–1         | Los Angeles | Heinen (Silfverberg – Steel) Backes (Rowney – Deslauriers) Deslauriers                                                                                          | 4–5–2   | 10     | Gibson         | Staples Center     | [ fdm 11 ] |
| 12 | 5 février  | Sharks         | Anaheim     | 5–4 (TF)    | Henrique (Grant – Terry) · Terry (Fowler – Grant) · Comtois (Rakell) · Comtois (Rowney – Lindholm) · TF : Rakell - Comtois                                      | 4–5–3   | 11     | Gibson         | Honda Center       | [ fdm 12 ] |
| 13 | 6 février  | Sharks         | Anaheim     | 1–2 (TF)    | Lundestrom (Lindholm – Shattenkirk) · TF : Terry - Comtois - Shattenkirk                                                                                        | 5–5–3   | 13     | Miller         | Honda Center       | [ fdm 13 ] |
| 14 | 9 février  | Golden Knights | Las Vegas   | 4–5         | Lundestrom (Comtois – Hutton) Terry (Shattenkirk -Lindholm) Henrique (Terry) Getzlaf (Rakell – Shattenkirk)                                                     | 5–6–3   | 13     | Miller         | T-Mobile Arena     | [ fdm 14 ] |
| 15 | 11 février | Golden Knights | Las Vegas   | 1–0         | Comtois (Rakell – Fowler) | 6–6–3   | 15     | Gibson         | T-Mobile Arena     | [ fdm 15 ] |
| 16 | 15 février | Sharks         | San José    | 2–3         | Steel (Heinen - Silfverberg) Comtois (Rakell – Fowler) | 6–7–3   | 15     | Gibson         | SAP Center         | [ fdm 16 ] |
| 17 | 18 février | Wild           | Anaheim     | 3–1         | Steel (Heinen – Silfverberg) | 6–8–3   | 15     | Gibson         | Honda Center       | [ fdm 17 ] |
| 18 | 20 février | Wild           | Anaheim     | 5–1         | Backes (Mahura – Shattenkirk) | 6–9–3   | 15     | Gibson         | Honda Center       | [ fdm 18 ] |
| 19 | 22 février | Coyotes        | Glendale    | 3–4         | Silfverberg Jones (Comtois – Fowler) Fowler (Getzlaf – Comtois)                                                                                                 | 6–10–3  | 15     | Gibson         | Gila River Arena   | [ fdm 19 ] |
| 20 | 24 février | Coyotes        | Glendale    | 3–4 (TF)    | Comtois (Hakanpaa – Fowler) · Mahura (Steel) · Jones (Comtois – Fowler) · TF : Zegras - Comtois - Rakell                                                        | 6–10–4  | 16     | Miller         | Gila River Arena   | [ fdm 20 ] |
| 21 | 27 février | Golden Knights | Anaheim     | 3–2 (P)     | Rakell (Fowler) Henrique (Rakell – Steel) | 6–10–5  | 17     | Gibson         | Honda Center       | [ fdm 21 ] |
| 22 | 1er mars   | Blues          | Anaheim     | 5–4         | Lundestrom (Comtois – Fowler) Lundestrom (Rakell) Lundestrom (Shattenkirk – Rakell) Getzlaf (Silfverberg – Jones)                                               | 6–11–5  | 17     | Gibson         | Honda Center       | [ fdm 22 ] |
| 23 | 3 mars     | Blues          | Anaheim     | 3–2         | Comtois (Terry – Getzlaf) Rakell (Zegras – Fowler) | 6–12–5  | 17     | Gibson         | Honda Center       | [ fdm 23 ] |
| 24 | 5 mars     | Avalanche      | Denver      | 2–3 (P)     | Henrique (Rakell) Silfverberg | 6–12–6  | 18     | Gibson         | Ball Arena         | [ fdm 24 ] |
| 25 | 6 mars     | Avalanche      | Denver      | 5–4 (P)     | Rakell (Steel) Terry (Henrique – Mahura) Terry (Fowler – Comtois) Shattenkirk (Rakell – Henrique) Getzlaf (Rakell – Shattenkirk)                                | 7–12–6  | 20     | Miller         | Ball Arena         | [ fdm 25 ] |
| 26 | 8 mars     | Kings          | Anaheim     | 5–6 (P)     | Shattenkirk (Lundestrom) Rakell (Comtois – Getzlaf) Hutton (Comtois – Rakell) Silfverberg (Henrique – Larsson) Rakell (Comtois) Henrique (Zegras – Shattenkirk) | 8–12–6  | 22     | Gibson         | Honda Center       | [ fdm 26 ] |
| 27 | 10 mars    | Kings          | Anaheim     | 5–1         | Steel (Deslauriers – Shattenkirk) | 8–13–6  | 22     | Gibson         | Honda Center       | [ fdm 27 ] |
| 28 | 12 mars    | Sharks         | Anaheim     | 6–0         | | 8–14–6  | 22     | Gibson         | Honda Center       | [ fdm 28 ] |
| 29 | 13 mars    | Sharks         | Anaheim     | 3–1         | Jones (Shattenkirk – Lundestrom) | 8–15–6  | 22     | Miller         | Honda Center       | [ fdm 29 ] |
| 30 | 16 mars    | Avalanche      | Denver      | 4–8         | Terry (Zegras – Henrique) Heinen (Hutton – Henrique) Henrique (Terry) Grant                                                                                     | 8–16–6  | 22     | Miller         | Ball Arena         | [ fdm 30 ] |
| 31 | 18 mars    | Coyotes        | Anaheim     | 2–3 (P)     | Drysdale (Rakell – Getzlaf) Zegras (Terry – Drysdale) Henrique (Shattenkirk – Rakell)                                                                           | 9–16–6  | 24     | Miller         | Honda Center       | [ fdm 31 ] |
| 32 | 20 mars    | Coyotes        | Anaheim     | 5–1         | Henrique (Terry – Zegras) | 9–17–6  | 24     | Miller         | Honda Center       | [ fdm 32 ] |
| 33 | 22 mars    | Wild           | Saint Paul  | 1–2         | Terry | 9–18–6  | 24     | Miller         | Xcel Energy Center | [ fdm 33 ] |
| 34 | 24 mars    | Wild           | Saint Paul  | 2–3         | Grant (Manson – Getzlaf) Comtois (Lundestrom) | 9–19–6  | 24     | Miller         | Xcel Energy Center | [ fdm 34 ] |
| 35 | 26 mars    | Blues          | Saint-Louis | 4–1         | Steel (Silfverberg) Jones (Getzlaf) Grant (Fowler) Rakell | 10–19–6 | 26     | Gibson         | Enterprise Center  | [ fdm 35 ] |
| 36 | 28 mars    | Blues          | Saint-Louis | 3–2 (P)     | Fowler (Getzlaf – Jones) Henrique (Jones) Manson (Stolarz – Silfverberg)                                                                                        | 11–19–6 | 28     | Stolarz        | Enterprise Center  | [ fdm 36 ] |
| 37 | 29 mars    | Avalanche      | Denver      | 2–5         | Heinen (Comtois – Hutton) Terry | 11–20–6 | 28     | Miller         | Ball Arena         | [ fdm 37 ] |
| 38 | 2 avril    | Coyotes        | Anaheim     | 4–2         | Volkov (Comtois – Drysdale) Silfverberg (Grant – Fowler) | 11–21–6 | 28     | Stolarz        | Honda Center       | [ fdm 38 ] |
| 39 | 4 avril    | Coyotes        | Anaheim     | 3–2 (P)     | Carrick (Zegras) Grant (Zegras – Jones) | 11–21–7 | 29     | Gibson         | Honda Center       | [ fdm 39 ] |
| 40 | 6 avril    | Sharks         | San José    | 5–1         | Henrique (Heinen – Shattenkirk) Comtois (Drysdale – Carrick) Lundestrom (Manson – Backes) DesLauriers (Terry – Hutton) Backes (Deslauriers – Grant)             | 12–21–7 | 31     | Gibson         | SAP Center r       | [ fdm 40 ] |
| 41 | 9 avril    | Avalanche      | Anaheim     | 2–0         | | 12–22–7 | 31     | Gibson         | Honda Center       | [ fdm 41 ] |
| 42 | 11 avril   | Avalanche      | Anaheim     | 4–1         | Drysdale (Terry – Carrick) | 12–23–7 | 31     | Gibson         | Honda Center       | [ fdm 42 ] |
| 43 | 12 avril   | Sharks         | San José    | 4–0         | | 13–23–7 | 33     | Stolarz        | SAP Center         | [ fdm 43 ] |
| 44 | 14 avril   | Sharks         | San José    | 4–1         | Getzlaf (Terry) Grant (Manson – Volkov) Volkov (Comtois – Grant) Silfverberg (Shattenkirk – Fowler)                                                             | 14–23–7 | 35     | Stolarz        | SAP Center         | [ fdm 44 ] |
| 45 | 16 avril   | Golden Knights | Anaheim     | 4–0         | | 14–24–7 | 35     | Gibson         | Honda Center       | [ fdm 45 ] |
| 46 | 18 avril   | Golden Knights | Anaheim     | 5–2         | Comtois (Manson – Rakell) Heinen (Henrique – Silfverberg) | 14–25–7 | 35     | Gibson         | Honda Center       | [ fdm 46 ] |
| 47 | 20 avril   | Kings          | Los Angeles | 1–4         | Fowler (Rakell – Comtois) | 14–26–7 | 35     | Stolarz        | Staples Center     | [ fdm 47 ] |
| 48 | 24 avril   | Golden Knights | Anaheim     | 5–1         | | 14–27–7 | 35     | Gibson         | Honda Center       | [ fdm 48 ] |
| 49 | 26 avril   | Kings          | Los Angeles | 1–4         | Steel (Terry – Volkov) | 14–28–7 | 35     | Stolarz        | Staples Center     | [ fdm 49 ] |
| 50 | 28 avril   | Kings          | Los Angeles | 3–2         | Carrick (Volkov – Fleury) Steel (Rakell) Fowler | 15–28–7 | 37     | Gibson         | Staples Center     | [ fdm 50 ] |
| 51 | 30 avril   | Kings          | Anaheim     | 2–1         | Fleury (Zegras) | 15–29–7 | 37     | Gibson         | Honda Center       | [ fdm 51 ] |
| 52 | 1er mai    | Kings          | Anaheim     | 2–6         | Zegras (Comtois – Larsson) Heinen (Larsson -Fowler) Deslauriers (Grant – Heinen) Jones (Heinen – Drysdale) Larsson (Fowler) Comtois (Zegras – Terry)            | 16–29–7 | 39     | Miller         | Honda Center       | [ fdm 52 ] |
| 53 | 3 mai      | Blues          | Saint-Louis | 1–3         | Getzlaf | 16–30–7 | 39     | Gibson         | Enterprise Center  | [ fdm 53 ] |
| 54 | 5 mai      | Blues          | Saint-Louis | 3–2 (TF)    | Jones (Carrick – Fowler) · Fleury (Terry – Zegras) · TF : Zegras - Terry                                                                                        | 17–30–7 | 41     | Stolarz        | Enterprise Center  | [ fdm 54 ] |
| 55 | 7 mai      | Wild           | Saint Paul  | 3–4 (P)     | Comtois (Zegras) Henrique Grant (Henrique – Volkov) | 17–30–8 | 42     | Gibson         | Xcel Energy Center | [ fdm 55 ] |
| 56 | 8 mai      | Wild           | Saint Paul  | 3–4 (P)     | Rakell (Mahura – Manson) Zegras (Comtois – Drysdale) Comtois (Rakell – Terry)                                                                                   | 17–30–9 | 43     | Miller         | Xcel Energy Center | [ fdm 56 ] |

### Classement de l'équipe
L'équipe des Ducks finit à la cinquième place de la division Ouest Honda et ne se qualifient pour les Séries éliminatoires, L'Avalanche est sacré champion de la division. Au niveau de la Ligue nationale de hockey, cela les place à la vingt-deuxième place, les premiers étant l'Avalanche du Colorado avec huitante-deux points.
| Clt   | Équipe                  | PJ | V  | D  | DP | BP  | BC  | Pts |
| ----- | ----------------------- | -- | -- | -- | -- | --- | --- | --- |
| +001, | Avalanche du Colorado   | 56 | 39 | 13 | 4  | 197 | 133 | 82  |
| +002, | Golden Knights de Vegas | 56 | 40 | 14 | 2  | 191 | 124 | 82  |
| +003, | Wild du Minnesota       | 56 | 35 | 16 | 5  | 181 | 160 | 75  |
| +004, | Blues de Saint-Louis    | 56 | 27 | 20 | 9  | 169 | 170 | 63  |
| +005, | Coyotes de l'Arizona    | 56 | 24 | 26 | 6  | 153 | 176 | 54  |
| +006, | Kings de Los Angeles    | 56 | 21 | 28 | 7  | 143 | 170 | 49  |
| +007, | Sharks de San José      | 56 | 21 | 28 | 7  | 151 | 199 | 49  |
| +008, | Ducks d'Anaheim         | 56 | 17 | 30 | 9  | 126 | 179 | 43  |

- En gras : champion de la saison régulière
- En italique : qualifié pour les séries éliminatoires

Avec cent-vingt-six buts inscrits, les Ducks possèdent la trente et unième et dernière attaque de la ligue, les meilleures étant l'Avalanche du Colorado avec cent-nonante-sept buts. Au niveau défensif, les Ducks accordent cent-septante-neuf buts, soit une vingt-troisième place pour la ligue, les Golden Knights de Vegas est l'équipe qui a concédé le moins de buts (cent-vingt-quatre) alors qu'au contraire, les Flyers de Philadelphie en accordent deux-cent-un buts.

### Meneurs de la saison
Maxime Comtois est le joueur des Ducks qui a inscrit le plus de buts (seize), le classant à la 85e position au niveau de la ligue. Ce classement est remporté par Auston Matthews des Maple Leafs de Toronto avec quarante et une réalisations.
Le joueur comptabilisant le plus d'aides chez les Ducks est Rickard Rakell avec dix-neuf aides, ce qui le classe au 134e rang au niveau de la ligue. le meilleur étant Connor McDavid des Oilers d'Edmonton avec septante et une passes comptabilisées.
Maxime Comtois, obtenant un total de trente-trois points est le joueur des Ducks le mieux placé au classement par point, terminant à la 118e place au niveau de la ligue. Connor McDavid en comptabilise cent-quatre pour remporter ce classement.
Au niveau des défenseurs, Cameron Fowler est le défenseur le plus prolifique de la saison avec un total de vingt-trois points, terminant à la 43e place au niveau de la ligue. Tyson Barrie des Oilers d'Edmonton est le défenseur comptabilisant le plus de points avec un total de quarante-huit.
Concernant les Gardien, John Gibson accorde cent-un buts en deux-mille-trente et une minutes, pour un pourcentage d’arrêt de nonante, trois, Ryan Miller accorde cinquante et un buts en huit-cent-septante et une minutes, pour un pourcentage d'arrêt de huitante-huit, deux.Jack Campbell est le gardien ayant accordé le moins de buts (quarante-trois) et Connor Hellebuyck le plus (cent-douze), Hellebuyck est également le gardien disputant le plus de minutes de jeu (deux-mille-six-cent-deux), Alexander Nedeljkovic est le gardien présentant le meilleur taux d’arrêts avec (nonante-trois, deux) et Carter Hart le pire (huitante-sept, sept).
A propos des recrues, Trevor Zegras comptabilise treize points, finissant à la 23e place au niveau de la ligue. Kirill Kaprizov du Wild du Minnesota est la recrue la plus prolifique avec un total de cinquante et un point.
Enfin, au niveau des pénalités, les Ducks ont totalisé cinq-cent minutes de pénalité dont cinquante-trois minutes pour Nicolas Deslauriers, ils sont la dix-septième équipe la plus pénalisée de la saison. Le joueur le plus pénalisé de la ligue est Tom Wilson des Capitals de Washington avec nonante-six minutes et l'équipe la plus pénalisée est le Lightning de Tampa Bay.